# Trepadeira-azul-do-canadá
A trepadeira-azul-do-canadá (Sitta canadensis) é um passeriforme pertencente à família Sittidae.

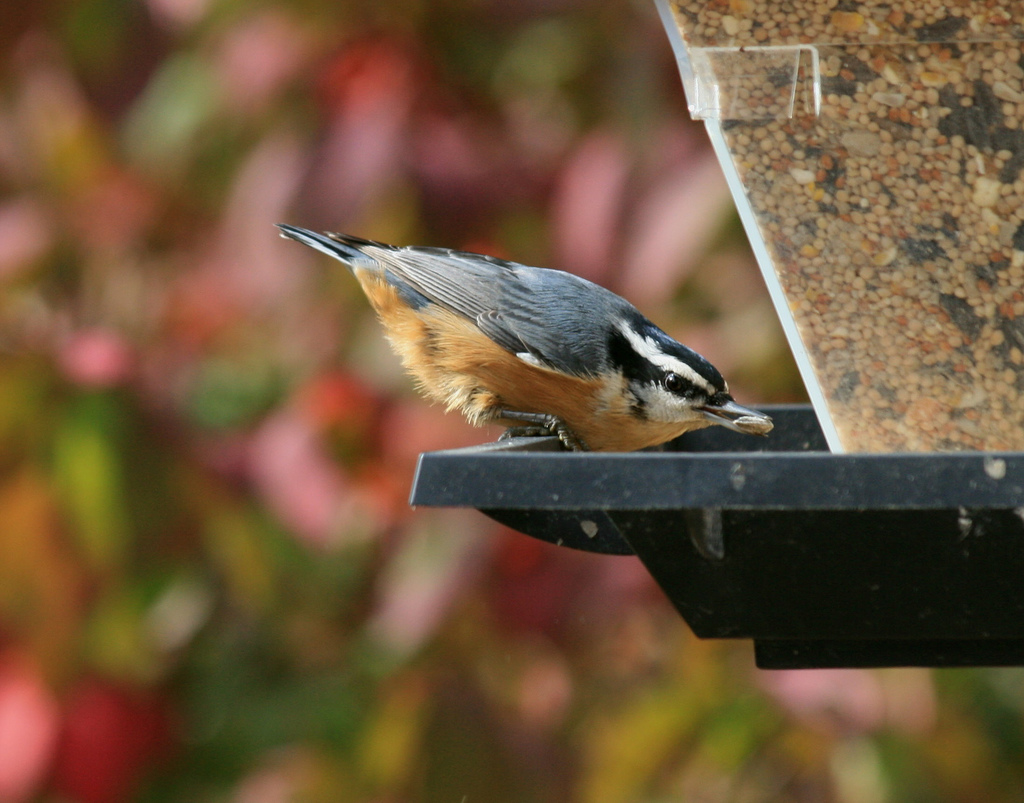

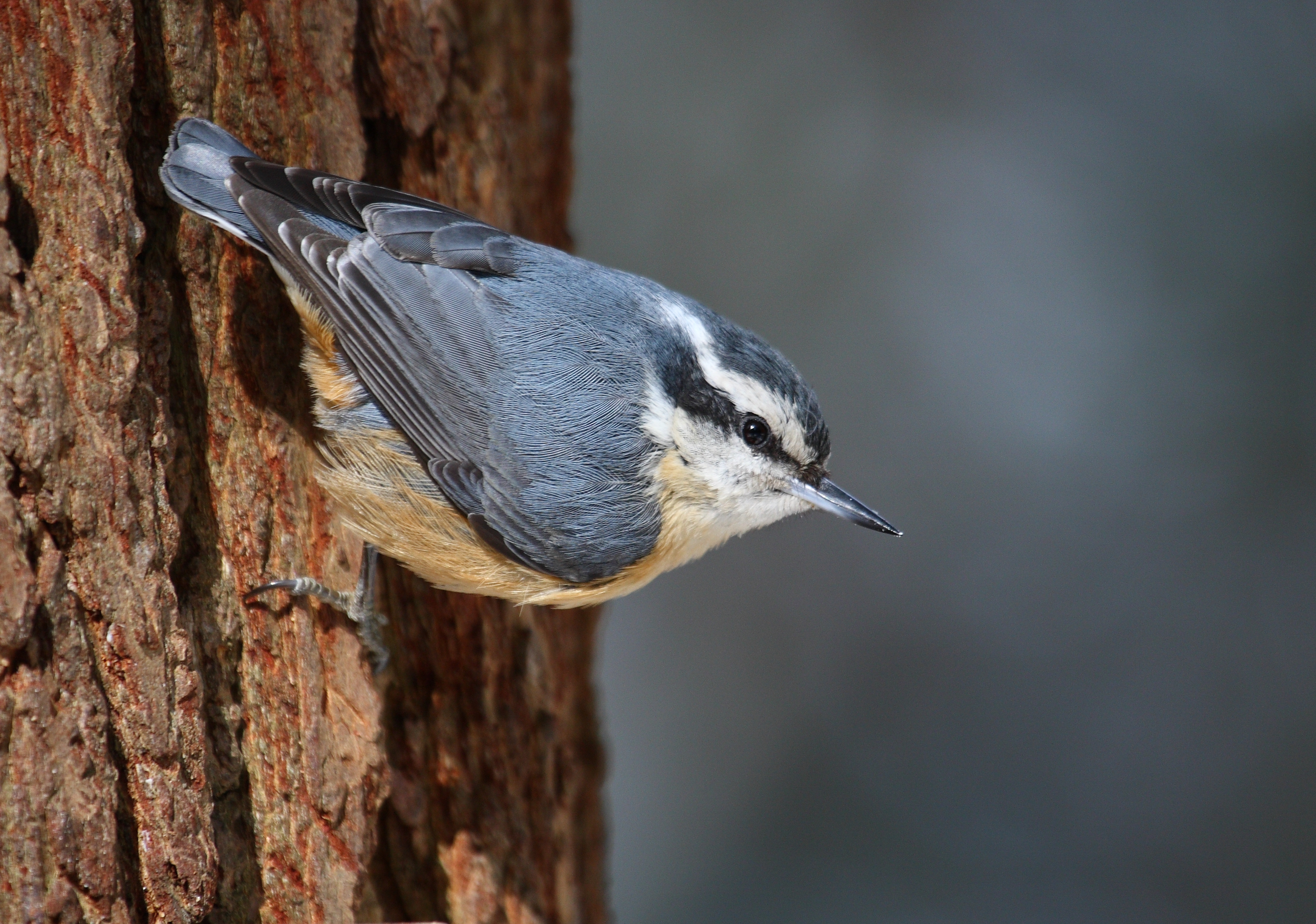
Fêmea

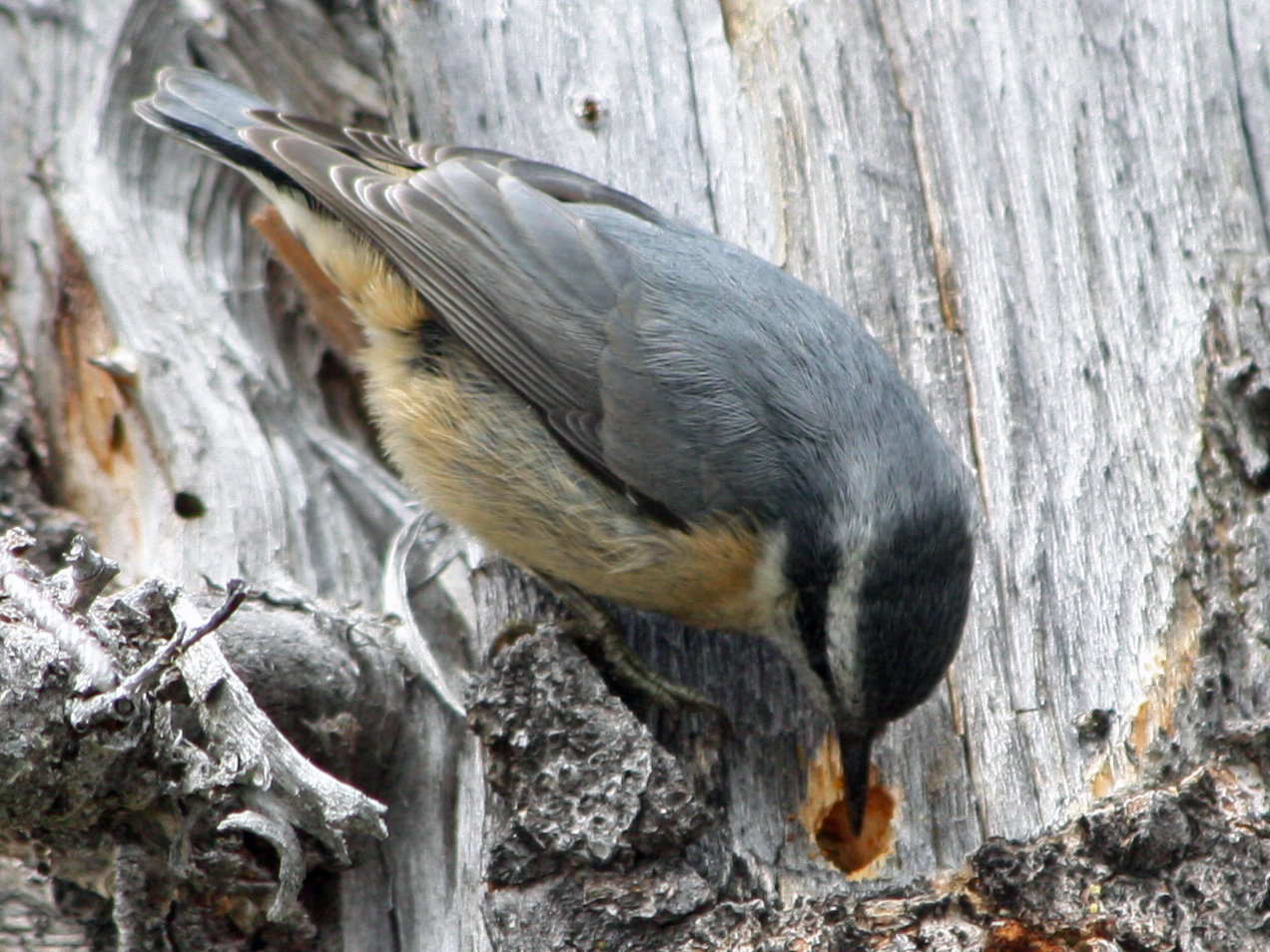